# كارل زيزتا
كارل زيزتا (بالألمانية: Karl Sesta)‏ (18 مارس 1906 – 12 يوليو 1974) لاعب كرة قدم نمساوي راحل كان يجيد اللعب في خط الدفاع .
لعب طوال مسيرته الرياضية في أندية فورفارتس (1919-1924) سيميرينغر (1924-1927) تيبليتسه (1927-1928) فينر (1928-1934) أوستريا فيينا (1934-1943) ماركرسدورف أن دير بيلاتش، فيرست فيينا (1945-1946) هيلفورت فيينا.
مثل منتخب النمسا في 44 مباراة مسجلا هدف واحد (1932-1945) كما مثل منتخب ألمانيا في 3 مباريات (1941-1942). شارك مع منتخب النمسا في بطولة كأس العالم 1934 في إيطاليا حيث احتل المركز الرابع.
تولى تدريب نادي أوغسبورغ (1952-1953).

## وصلات خارجية
- كارل زيزتا على موقع الاتحاد الدولي (مؤرشف)  (الإنجليزية)
- كارل زيزتا على موقع قاعدة بيانات كرة القدم.إي يو (الإنجليزية)
- كارل زيزتا على موقع ناشيونال فوتبول تيمز (الإنجليزية)
- كارل زيزتا على موقع عالم كرة القدم.نت (الإنجليزية)

- سيرة ذاتية